# Operación carambola
Operación carambola é um filme de comédia mexicano dirigido por Alfredo Zacarías e produzido por Roberto Gómez Bolaños. Lançado em 1968, foi protagonizado por Gaspar Henaine , Alicia Bonet y Joselo. 

## Elenco
- Gaspar Henaine - Capulina
- Alicia Bonet - Recepcionista
- Joselo - Agente
- René Cardona - Scorpio
- Amadee Chabot - Gloria/Clara
- Roberto Gómez Bolaños - Carlitos
- Alfonso Arau - Roman Ayala
- Nathanael León - Frankenstein
- Elizabeth Dupeyrón
- Leticia Rodríguez
- Jesús María Ávila